# Carebara latinoda
Carebara latinoda (лат.) — вид очень мелких муравьёв рода Carebara из подсемейства Myrmicinae (Formicidae). Китай (типовая местность — Гуандун, Гуанси-Чжуанский автономный район). Мелкие муравьи (длина тела мелких рабочих составляет 1—2 мм, крупные рабочие около 6 мм). От близких видов отличаются следующими признаками: проподеальные шипы направлены назад у крупных рабочих; узелок петиоля широко закруглен сверху в профиль; голова без грубой черной линии в срединной продольной бороздке; голова и тело в основном гладкие и блестящие. Усики 11-члениковые с булавой из двух сегментов. Стебелёк между грудкой и брюшком состоит из двух члеников: петиолюса и постпетиолюса (последний чётко отделён от брюшка), жало развито.